# Повідомлення кіпукамайоків
Повідомлення кіпукамайоків (Relación de Quipucamayos) — літопис інків, де частково розкривається історія Тауантінсую. Створено близько 1542 року на замовлення номінального інкського володаря Паульу Інки на основі численних записів імператорських статистиків (кіпукамайоків), що тоді зберігалися. Є складовою збірки «Discurso sobre la Descendencia y Gobierno de los Incas» («Повідомлення стосовно Походження та Правління Інків»).

## Історія дослідження
Документ «Discurso sobre la Descendenciay Gobierno de los Incas» виявив у Національній бібліотеці Мадрида історик Маркос Хіменес де ла Еспада, який опублікував його в 1892 році під назвою «Una antigualla Peruana» («Перуанська старовина») у книзі Rev. Cont. , LXXXVI, з присвятою політику і красномовцю Еміліо Кастелару.
Упродовж тривалого часу рукопис перебував в каталозі Національної Бібліотеки Мадрида під номером J.133 (вона належала Андресу Гонсалесу Барсія), але натепер цей номер замінений на 2010. У сам рукопис включено 17 документів, всі вони відносяться до XVI та XVII століть; три з них, пов'язані з Перу, були зібрані в Лімі Антоніо Батістою Саласаром.
У 1921 році відбулося друге видання перуанським істориком Орасіо Уртеагой. Воно знаходиться у Другій серії Colección de Documentos Referentes a la Historiadel Perú, том III. У 1974 році перуанський історик Хуан Хосе Вега здійснив нову публікацію, що вийшла у світ у виданні Університетської Бібліотеки під назвою Relación de la Descendencia, Gobierno y Conquista de los Incas («Повідомлення про Походження, Правління і Завоювання Інків»).

## Характеристика
До «Discurso sobre la Descendencia y Gobierno de los Incas» включено літопис (або хроніка) кіпукамайоків, що закінчується листом власноруч написаним і відредагованим в Куско якимсь ченцем Антоніо, почерком, що відрізняється від решти тексту. Листа підписано 11 травня 1608 в якомусь монастирі й адресовано ревізору Педро Ібаньєс. Про цього ченця немає жодних відомостей, тому припускають, що це був сам Антоніо Батіста Саласар, людина освічена, знавець класичної культури, що ґрунтовно цікавився історією Перу або це був відомий хроніст XVII століття — Антоніо де ла Каланча.
Повідомлення купікамайоків було перекладено з кіпу за наказом формального імператора Паульу Інки (який проводив проіспанську політику). Купікамайоки, що залишилися живими, зуміли перевести з кіпу старовинні відомості про історію інків. Паульу Інка розглядав це як обґрунтування законності перебування на троні в Куско на противагу своєму братові Манко Юпанкі, що чинив спротив загарбникам у Вількабамбі.
В справі складання «Повідомлення» Паульу Інці допоміг віцекороль Перу Вака де Кастро, який наказав іспанцям збирати в околицях Куско усіх кіпукамайоків, але з'явилося 4 (два з них відомі — Кальяпінья та Супно з Паккарітампу; два інших були з Куско). Напочатку «Повідомлення» помітний вплив іспанських хроністів, які намагалися втручатися у створення цієї праці. Твір було завершено близько 1542 року.

## Зміст
Цей твір є значний з огляду дослідження правління Інків — від перших володарів Куско до останніх Сапа Інки, а також іспанських залежних правителів — Тупак Уальпу, Паульу Інку та їхнього суперника Манко Юпанкі. Крім того, розкривається система державного устрою та адміністративного управління в колишній імперії інків. Також містяться відомості про народи долини Куско, що існували до появи тут перших Інків.
У «Повідомленні кіпукамайоків» міститься багато міфів та легенд інків, що дає змогу зрозуміти міфологія та світогляд стародавніх інків, деякі звички та церемонії інкських володарів. Йдеться про вірування та релігійну структуру інків, звичаї їхньої аристократії, особливості одягу.
У «Повідомленні» розкривається значення та діяльність кіпукамайоків, спадковість цієї посади. Іспанський коментар визначає їх як нотаріусів, архіваріусів та писарів.